# Amaurobius hercegovinensis
Espèce
Amaurobius hercegovinensis est une espèce d'araignées aranéomorphes de la famille des Amaurobiidae.

## Distribution
Cette espèce se rencontre en Bosnie-Herzégovine et au Monténégro.

## Étymologie
Son nom d'espèce, composé de hercegovin[a] et du suffixe latin -ensis, « qui vit dans, qui habite », lui a été donné en référence au lieu de sa découverte, l'Herzégovine.

## Publication originale
- Kulczyński, 1915 : Fragmenta arachnologica, XVIII. Bulletin international de l'Académie des Sciences de Cracovie, Classe des Sciences Mathématiques et Naturelles, vol. 1915, p. 897-942.